# Роял Чизбургер
Роял Чизбургер — це гамбургер, який продається міжнародною фаст-фуд мережею McDonald's, названий так за те, що містить сир. Його вага 4 унції або чверть фунта (113,4 г). Вперше він був представлений у 1971 році. У 2013 році Роял Чизбургер був розширений, щоб замінити цілу лінійку гамбургерів. У 2015 році McDonald's збільшив вагу гамбургеру перед приготуванням до 120,5 грамів.

## Історія
Роял Чизбургер був створений Алом Бернардіном, власником франшизи та колишнім віце-президентом McDonald's із розробки продуктів, у Фремонті, Каліфорнія, у 1971 році. Бернардін переїхав до Фрімонта в 1970 році після придбання двох ресторанів McDonald's, що належали компанії.
Бернардін почав експериментувати з новими пунктами меню для своїх франшиз McDonald's. Згідно з інтерв'ю 1991 року, Бернардін зазначив, що «відчував, що в нашому меню є порожнеча стосовно дорослих, які хотіли більшого співвідношення м'яса до булочки». У 1971 році Бернардін представив перший Роял Чизбургер у своєму McDonald's у Фремонті під гаслом «Сьогодні Фрімонт, завтра весь світ». Роял Чизбургер мав такий успіх, що його було додано до національного американського меню в 1973 році. З травня 2018 року компанія McDonald's використовує свіжу яловичину без додавання консервантів для своїх Quarter Pounders у своїх офісах на континенті США. 1 жовтня 2018 McDonald's оголосив, що буде видаляти усі штучні консерванти, ароматизатори та барвники з Quarter Pounders.

### Японія
У листопаді 2008 року McDonald's Japan (який до того часу ніколи не пропонував Роял Чизбургер як звичайний продукт) перетворив два ресторани Токіо на ресторани під брендом «Роял Чизбургер», які продавали лише страви Роял Чизбургер. Ці рекламні філії закрилися 27 листопада 2008 року, що збіглося з повторним запровадженням Роял Чизбургер у звичайних відділеннях McDonald's по всьому регіону Канто з 28 листопада. Роял Чизбургер було представлено в одному ресторані McDonald's у регіоні Кансай 23 грудня 2008 року. Пізніше повідомлялося, що 15 000 клієнтів відвідали ресторан у перший день, створивши рекордні 10,02 мільйона єн продажів для одного ресторану за один день. Однак також стало відомо, що McDonald's найняв 1000 «статистів», щоб стати в чергу в перший день. У McDonald's Japan пояснили, що наймані працівники використовувалися для «цілей моніторингу продукту».
Роял Чизбургер було припинено в Японії 4 квітня 2017 року. McDonald's Holdings Co. на сьогодні не надала офіційних причин для видалення. Приблизно в той самий день його замінила лінія з трьох гамбургерів «Gran» (グラン).

## Опис продукту

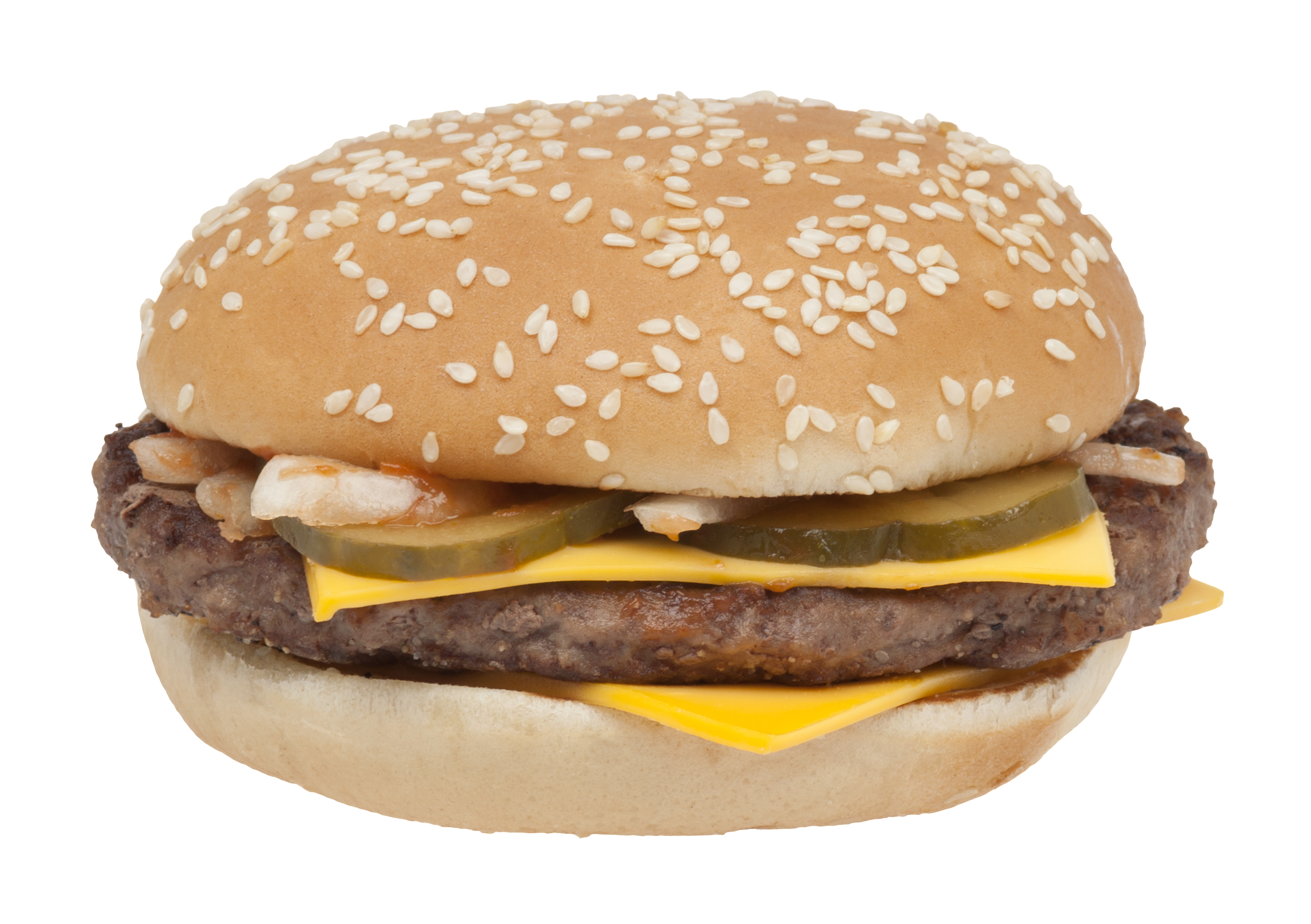

Бургер містить яловичу котлету вагою 4,25 унції перед приготуванням і 3 унції. готові, соління, цибуля, кетчуп і гірчиця. У США, Португалії та Південній Африці є три варіанти: Quarter Pounder із сиром, Quarter Pounder із сиром і беконом і Quarter Pounder Deluxe. У всьому чи більшій частині Нью-Йорка його подають без гірчиці, як і гамбургери, приготовані з менших котлетів вагою 1,6 унції (45 г).
Харчова цінність Quarter Pounder варіюється в різних країнах і регіонах. Наприклад, в Австралії, яка використовує місцеву яловичину для своїх продуктів McDonald's, середній Quarter Pounder містить 33,7 г протеїну на порцію, що є вищим показником, ніж той самий гамбургер у Сполучених Штатах.

## Назва продукту
В англомовних країнах продукт зберігає назву Quarter Pounder, попри метрику; у франкомовній Канаді він відомий як «Quart de livre». Термін «Quarteirão com Queijo» використовується в метриці Бразилії, «Cuarto de Libra con Queso» в Іспанії, «Quarter Pounder Cheese» використовується у Фінляндії, «QP Cheese» у Швеції. Деякі європейські країни, як-от Норвегія та Нідерланди просто називають це «Quarter Pounder». У Гонконзі чверть фунта відома як «повні три таелі» (кит.: 足三両) китайською мовою, оскільки три таель точно дорівнюють за вагою чверті фунта, тоді як англ. назва Quarter Pounder зберігається. На Тайвані він відомий як «біфбургер на чотири унції» (кит.: 四盎司牛肉堡). Quarter Pounder недоступний у Китаї. В Японії назва katakana представляла «Чверть фунта» (クォーターパウンダー Kwōtā Paundā).
У кількох країнах, які зазвичай не використовують звичайні одиниці США як одиницю ваги, чверть фунта продається під різними назвами. У Франції, Бельгії та на Кіпрі його називають «Королівським сиром» і включають сир. У німецькомовній Європі він відомий як «Гамбургер Королівський»; у Німеччині він включає салат і помідори під маркою «Hamburger Royal TS» (TS означає «Tomate und Salat», помідори та салат). У Росії та Україні він був відомий як «Королівський чізбургер», а з 2016 року в Росії його називають «Гранд чізбургер». У Польщі його називають McRoyal.
У деяких країнах Близького Сходу, таких як Саудівська Аравія та Об'єднані Арабські Емірати, McDonald's пропонує як гамбургер Quarter Pounder, так і McRoyale, причому McRoyale має дещо інші інгредієнти.

### Інші дробові гамбургери
«Quarter Pounder» є торговою маркою у Сполучених Штатах, але ресторани в інших країнах можуть використовувати схожі назви для власних продуктів, наприклад Британський Wimpy мережі «Quarterpounder». відображається як одне ціле слово.
Конкуруюча мережа, A&W, у 1980-х роках намагалася представити подібний, але більший гамбургер, який містив яловичу котлету вагою ⅓ фунта, а не чверть фунта, але зустріла незацікавленість клієнтів через сприйняття з боку знаменник (менше число) дробу, що котлет, який становив третину фунта (або 150 грам), був легшим і меншим за чверть фунта (або 110 грам) пиріжка. Пізніше ресторан жартівливо представив «3/9 Pound Burger» заново у 2021 році серед фольклору в Інтернеті, який передав історію.

### Культурна довідка
- У класичному фільмі Кримінальне чтиво історія починається з двох убивць, Джулса та Вінсента, які ведуть грайливу розмову про культурні відмінності в Європі, в тому числі факт того, що назва сендвіча була безглуздою у Франції, оскільки метрична система є стандартним вимірюванням. Замість цього продукт називається «Королівський із сиром».[19]

## Світлини

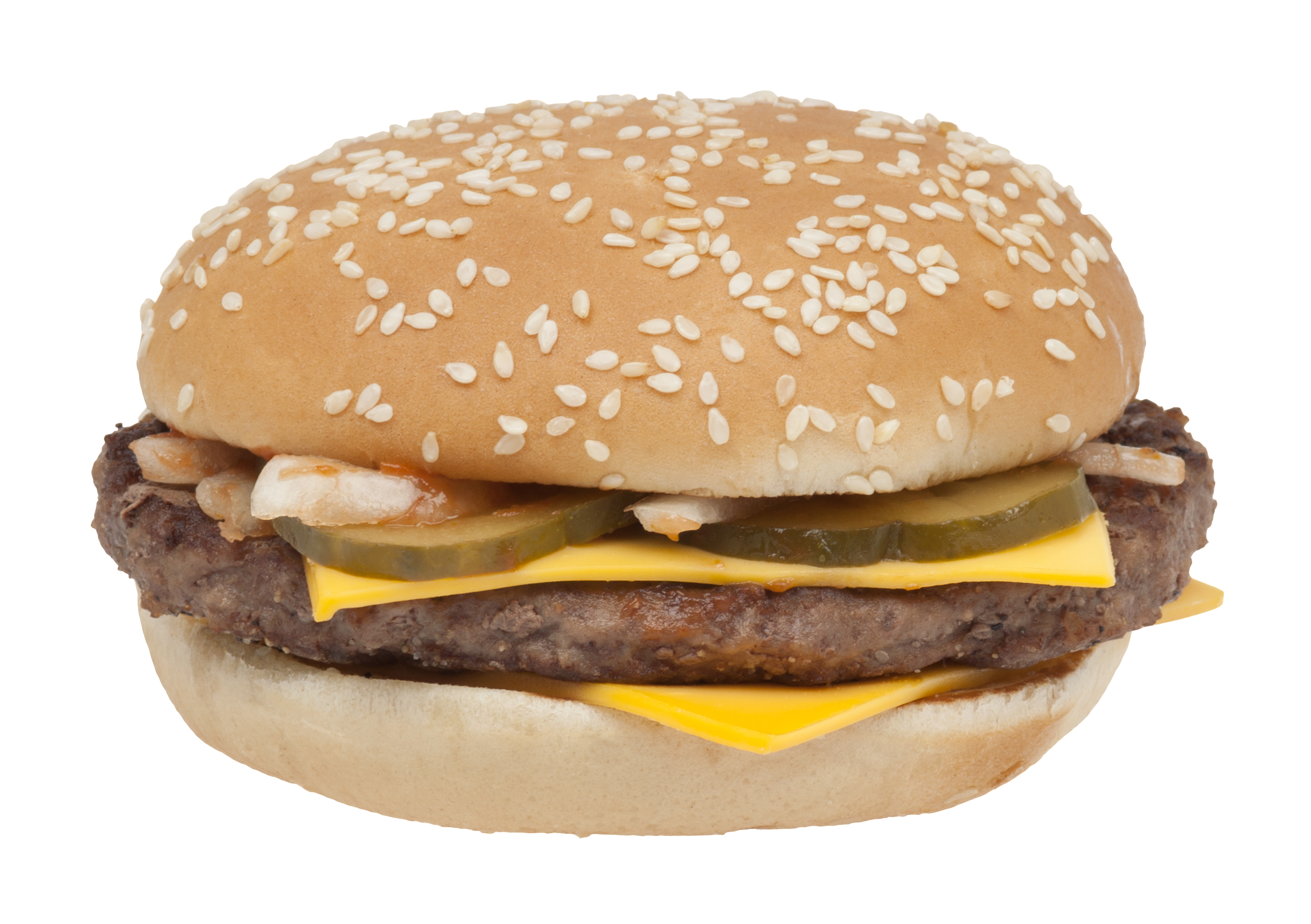
Роял Чизбургер в США
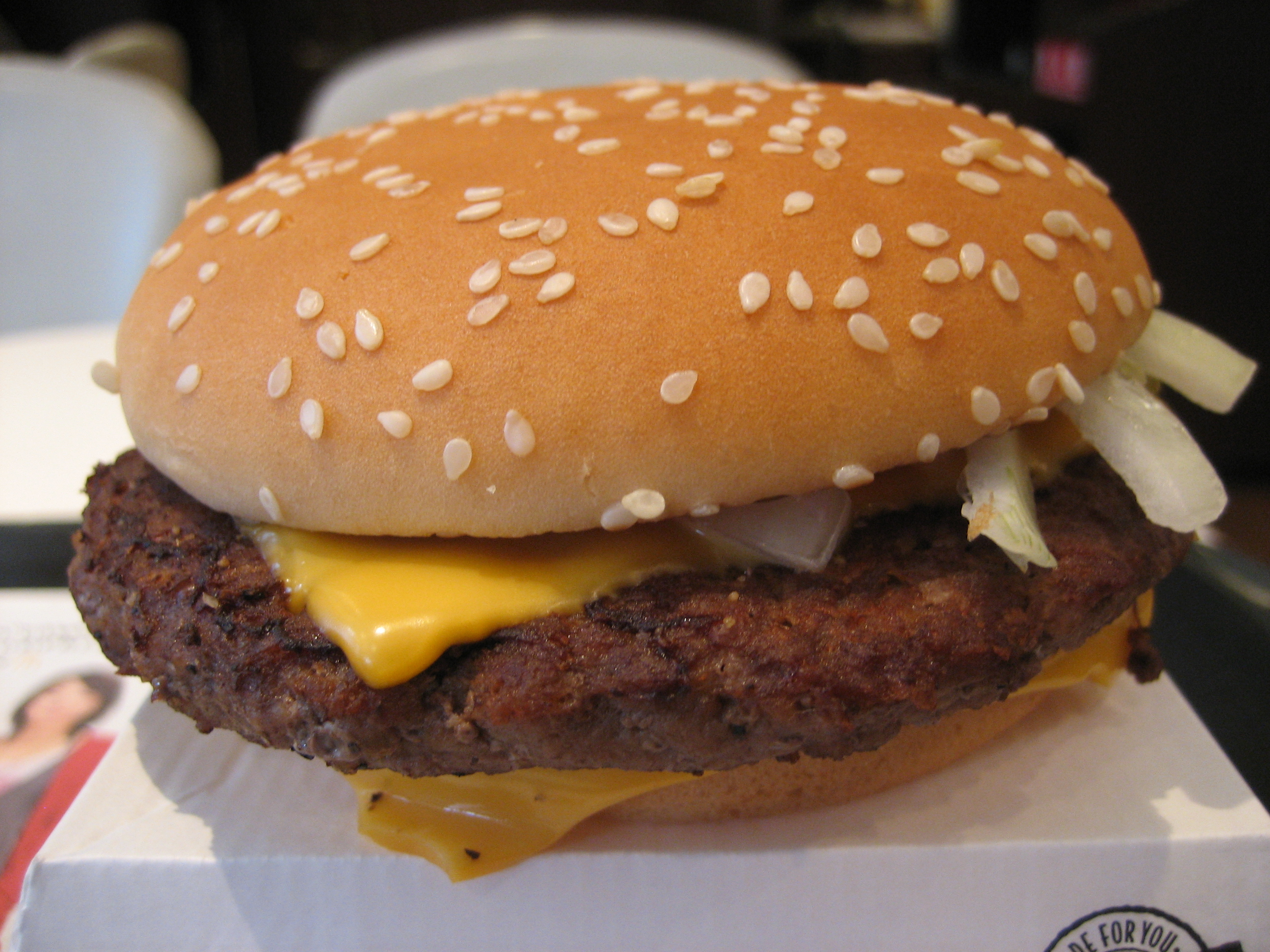
Роял Чизбургер в Японії
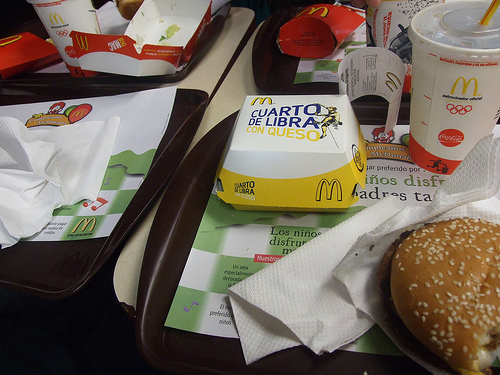
Роял Чизбургер в Уругваї
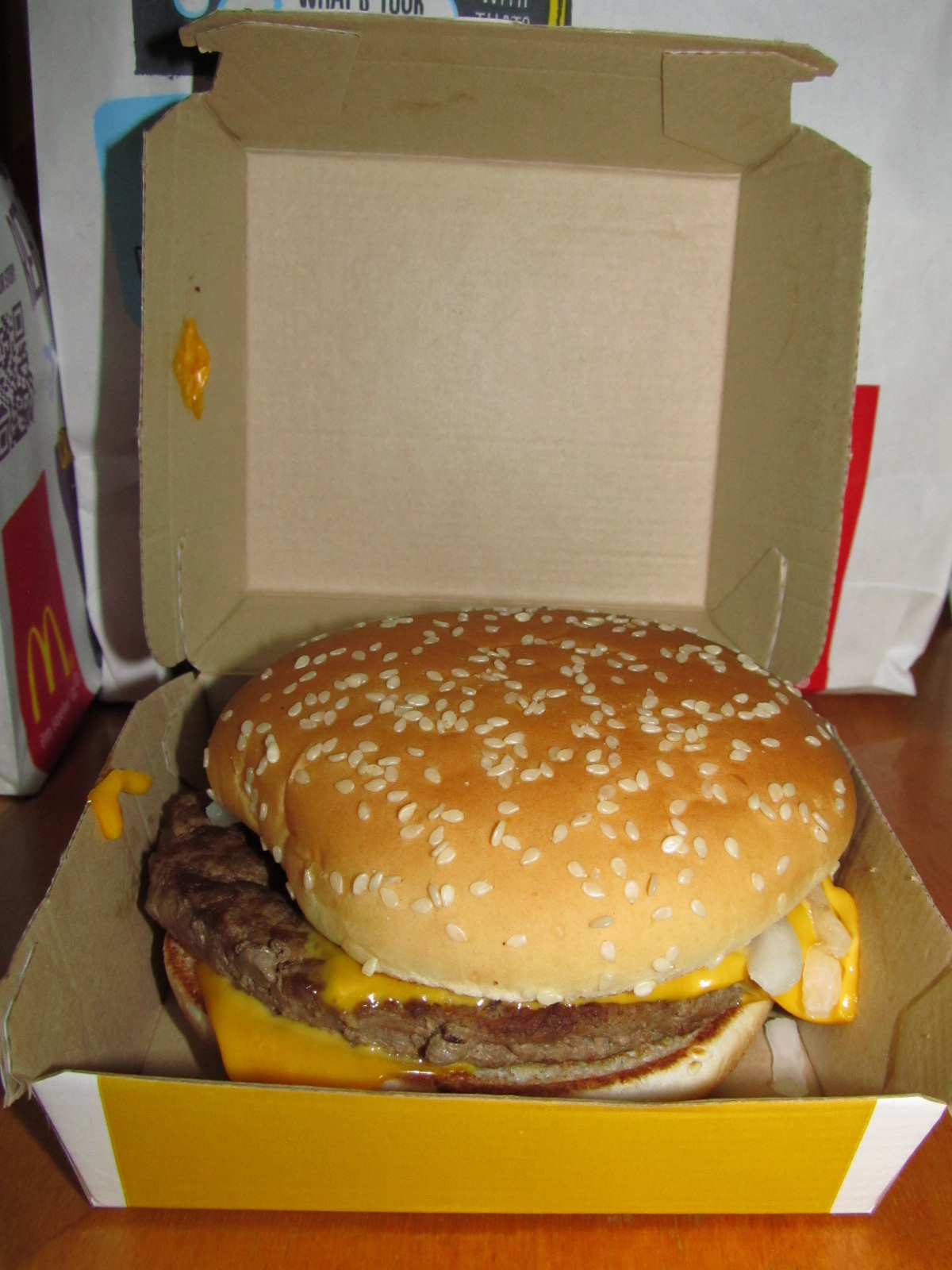
Роял Чизбургер в Японії
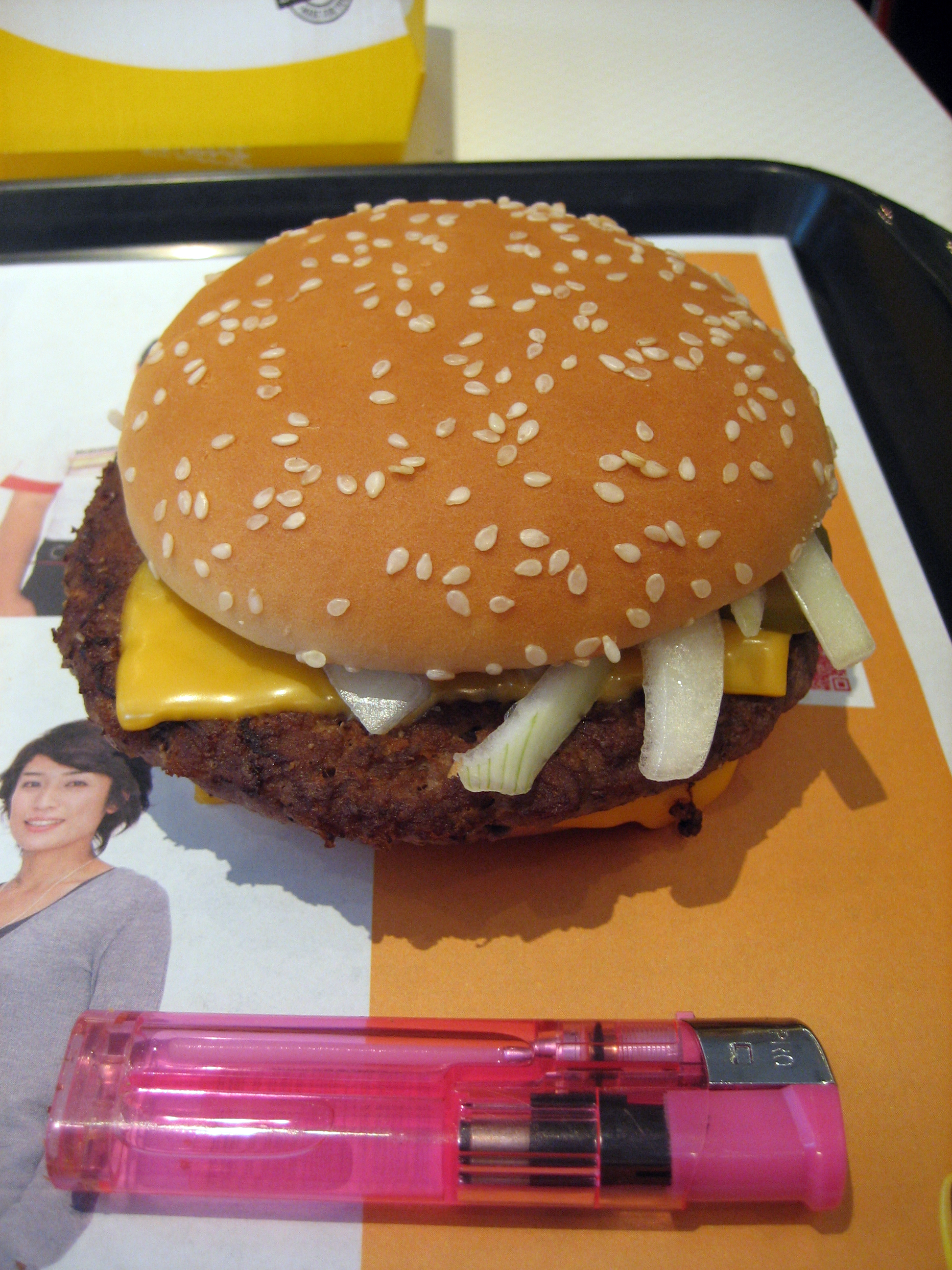
Роял Чизбургер в Японії